# Euplectrus roysnellingi
Euplectrus roysnellingi  (лат.) — вид мелких паразитических наездников рода Euplectrus из семейства Eulophidae (Chalcidoidea) отряда перепончатокрылые насекомые. Паразитоиды гусениц бабочек. Центральная Америка: Коста-Рика.

## Описание
Длина 2,3 мм. Мезосома чёрная и блестящая. Усики и скапус желтовато-белые в базальной половине, остальная их часть и педицелль желтовато-коричневые, жвалы и щупальцы белые. Проподеум гладкий. Шпоры задних голеней длинные, длиннее первого членика задних лапок. Щитик без продольных борозд. Усики с 6 флагелломерами, включая 2-члениковую булаву. Голова и грудка тёмные (буровато-чёрные), ноги и брюшко светлее. Групповые наружные паразиты (эктопаразитоиды) гусениц бабочек Letis mycerina (Erebidae), питающихся на растениях Inga oerstediana (Fabaceae). Окукливаются в своих шёлковых коконах рядом со съеденной гусеницей хозяина. Вид был впервые описан в 2015 году английским гименоптерологом Христером Хэнссоном (Christer Hansson; The Natural History Museum, Лондон, Великобритания) и назван в честь американского мирмеколога Роя Снеллинга (Roy R. Snelling) за его вклад в исследование таксономии отряда перепончатокрылых насекомых, включая муравьёв (Hymenoptera).